# Výdusek
Výdusek je označení pro předměty nebo jejich části vytvořené z umělého kamene dusáním, tedy pěchováním polosuché směsi do formy. Na rozdíl od odlévání má tedy používaná hmota při zpracování hustší konzistenci (není tekutá). Výdusek je levnější a rychlejší technika pořizování kopií soch než kopie sekané sochařem z přírodního kamene.

## Použití a materiály
Náhrada chybějící části kamenných objektů (např. sochařských děl nebo architektonických prvků) původně tvárnou a následně ztuhlou hmotou je často užívaným postupem při jejich obnově nebo restaurování. Postup je možné použít i pro vytváření celých kopií. Z umělého kamene, vytvarovaného „udusáním“ do formy, která byla předtím sejmuta z originálu, je možné vytvořit velmi přesnou napodobeninu i s detailními stopami, které na povrchu vzoru vznikly v průběhu času. Takto lze napodobit např. pískovec, mramor nebo žulu, ale i keramické materiály (terakotu, pálenou cihlu). Celý postup je také levnější a rychlejší než sochařské zpracování přírodního kamene. Známými výdusky jsou např. kopie Braunových soch Ctností a Neřestí v Kuksu.
Směs pro výdusky tvoří pojivo (na bázi hydraulických materiálů, např. cementu, nebo na bázi umělých pryskyřic) a plnivo (podle imitovaného materiálu – jeho charakteristické barvy, zrnitosti apod.; často se přidává např. drcené sklo jako náhrada slídy obsažené v mnoha horninách).
Forma pro zhotovení výdusku může vzniknout i jako původní dílo určené pro opakované využití – takové výdusky se dříve často uplatňovaly ve štukatérství. V současné době se tento postup používá při výrobě dekorativních plastických předmětů (ozdobné reliéfy, vázy, květináče, sloupky a podobně).
Techniku kolorovaných cementových výdusků používal pro tvorbu uměleckých originálů např. Olbram Zoubek.